# Charaña
Charaña è un comune (municipio in spagnolo) della Bolivia nella provincia di Pacajes (dipartimento di La Paz) con 3.005 abitanti (dato 2010).

## Cantoni
Il comune è suddiviso in 6 cantoni (popolazione al 2001):
- Charaña - 903 abitanti
- Chinocavi - 420 abitanti
- Eduardo Abaroa - 214 abitanti
- General Perez - 456 abitanti
- Ladislao Cabrera - 392 abitanti
- Río Blanco - 381 abitanti